# Chiesa di San Nicolò (Fai della Paganella)
La chiesa di San Nicolò è la parrocchiale di Fai della Paganella in Trentino. Rientra nella zona pastorale di Mezzolombardo dell'arcidiocesi di Trento e risale al XIII secolo.

## Storia

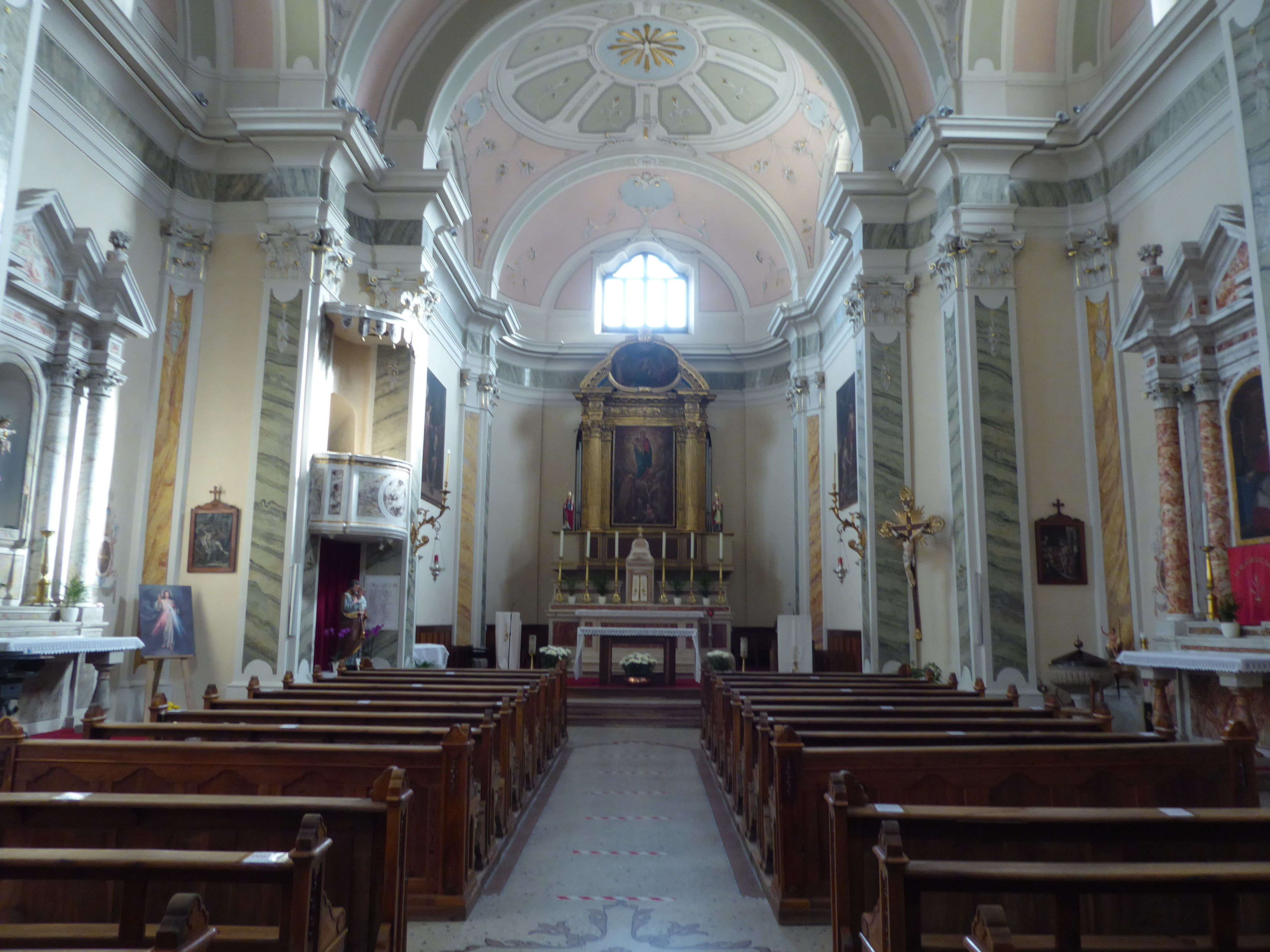
Interno

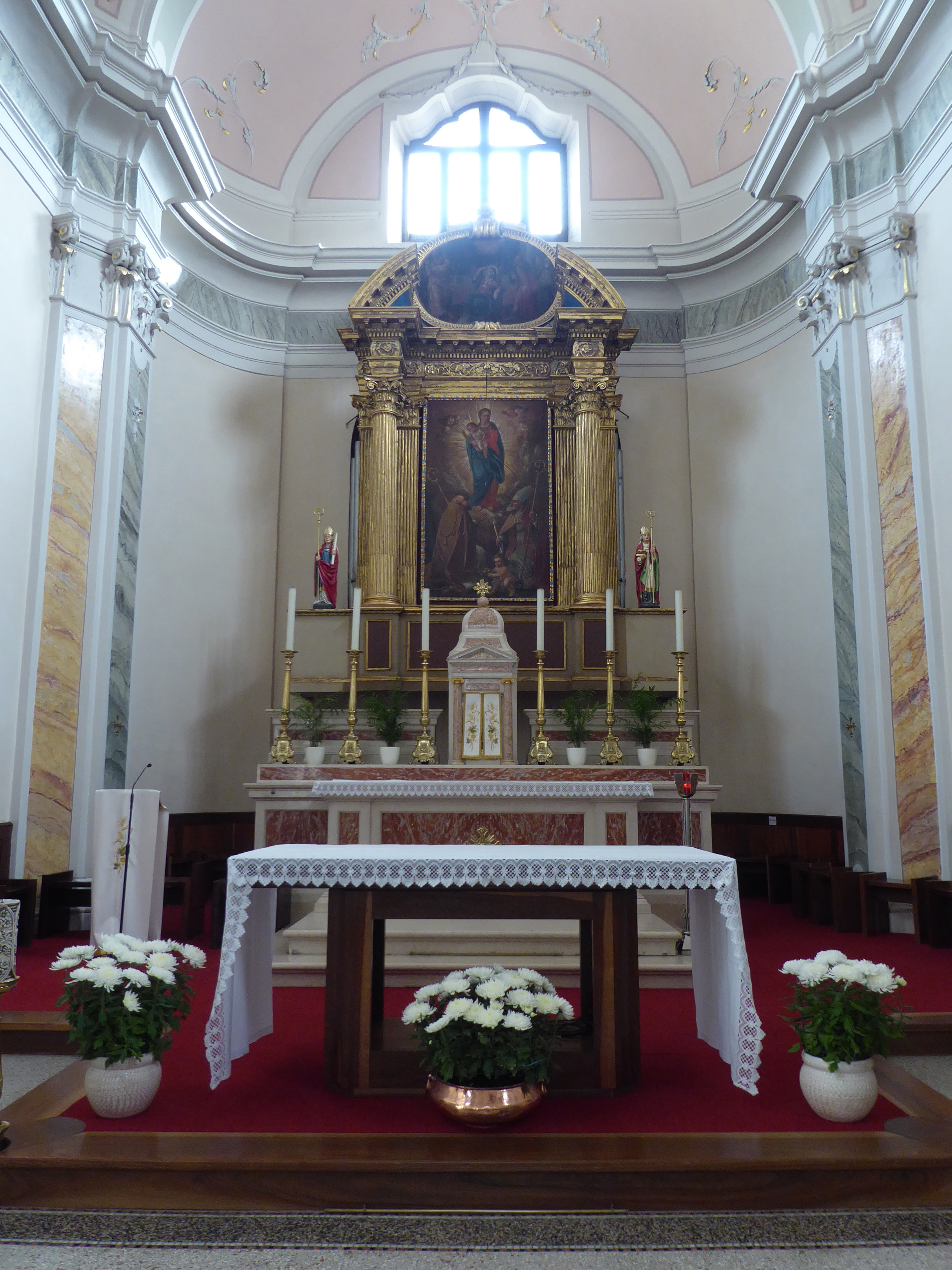
Altare maggiore e altare rivolto al popolo dopo i lavori di adeguamento liturgico.

L'antica chiesa di Fai dedicata a San San Nicolò risale alla prima metà del XIII secolo ma il riscontro su documenti è databile solo al 1365. Fai ottenne dignità e sede curiaziale, in unione con la vicina Zambana, nel 1613.
La consacrazione venne celebrata con una funzione solenne officiata dal principe vescovo di Trento Giovanni Michele Spaur nel 1699.
Nel 1751, pur rimanendo sussidiaria della pieve di Mezzolombardo ottenne autonomia curiaziale, separandosi da Zambana.
Negli ultimi anni del XVIII secolo la chiesa primitiva venne demolita per erigere sullo stesso sito la nuova. Rimase, dell'edificio storico, la torre campanaria. I pilastri del portale antico divennero parte degli accessi al nuovo camposanto, utilizzati per i cancelli.
La consacrazione venne celebrata nel 1838, circa quarant'anni dopo la fine dei lavori, dal vescovo di Trento Giovanni Nepomuceno de Tschiderer quando vi si recò in visita pastorale.
Nel 1865 la torre campanaria venne sopraelevata e riparata in modo definitivo dai danni subiti vari anni prima durante l'invasione napoleonica o, forse, causati da un fulmine. 
La cuspide si era perduta e non venne più riposta a copertura. La parte superiore della torre quindi rimase a terrazzo.
Durante il primo conflitto mondiale l'esercito austriaco confiscò le antiche campane quindi durante il primo dopoguerra del XX secolo fu necessario sostituirle e procedere, anche, con opportuni restauri. Le attuali campane - intonate in Fa3 crescente - sono state fuse dalla fonderia Colbacchini di Trento nel 1929 e suonano secondo il sistema a slancio tradizionale.
La chiesa ottenne dignità di chiesa parrocchiale nel 1935.
L'organo Mascioni, acquistato grazie alle offerte dei fedeli ed al contributo comunale, venne installato nel 1948.
Negli anni sessanta fu realizzato l'adeguamento liturgico, ma senza le necessarie autorizzazioni. Nel decennio successivo si fecero lavori di restauro conservativo sulle pavimentazioni e con tinteggiature degli interni.
Nei primi anni del XXI secolo fu la volta della torre campanaria a essere interessata a lavori per il suo mantenimento con interventi di consolidamento e di manutenzione anche straordinaria. Con l'occasione venne rivista anche la copertura della navata. Si è poi proseguito con restauri e ritinteggiature delle murature della chiesa, con la revisione degli infissi e con altri interventi di ripulitura e aggiornamento degli impianti.
Nel 2013 sono stati approvati gli ultimi interventi, dedicati alla sagrestia. Si sono rivisti gli esterni, sia delle pareti sia della copertura, quest'ultima realizzata con scandole in larice.

## Descrizione
Sull'altare maggiore è presente l'ancona in legno dorato sulla quale hanno lavorato lo scultore Mario Coraiola e il pittore Andrea Frizzera. La pala è attribuita a Peter Denifle..